# Bartłomiej Tomczak
Bartłomiej Tomczak (ur. 7 września 1985 w Ostrowie Wielkopolskim) – polski piłkarz ręczny, lewoskrzydłowy, od 2013 zawodnik Górnika Zabrze. W sezonie 2021/2022 zawodnik Energi MKS Kalisz a od początku sezonu 2022/2023 Ostrovii Ostrów Wielkopolski.

## Kariera sportowa
Wychowanek Ostrovii Ostrów Wielkopolski. W latach 2004–2011 był zawodnikiem Zagłębia Lubin, z którym w sezonie 2006/2007 zdobył mistrzostwo Polski. Będąc graczem Zagłębia, należał do czołowych strzelców najwyższej klasy rozgrywkowej – w sezonie 2008/2009 rzucił 141 bramek w 29 meczach, w sezonie 2009/2010 zdobył 145 goli w 28 spotkaniach, natomiast w sezonie 2010/2011 rzucił 155 bramek w 28 meczach. W barwach lubińskiej drużyny występował też w europejskich pucharach, w tym w Lidze Mistrzów, w której w sezonie 2007/2008 rozegrał sześć spotkań i zdobył 10 goli.
W latach 2011–2013 był zawodnikiem Vive Kielce, z którym zdobył dwa mistrzostwa Polski i dwa Puchary Polski. W barwach kieleckiej drużyny występował ponadto w Lidze Mistrzów – w sezonie 2011/2012 rozegrał w niej 12 meczów i rzucił 18 bramek, natomiast w sezonie 2012/2013, w którym Vive zajęło 3. miejsce, zdobył 13 goli w ośmiu spotkaniach. Umowę z Vive rozwiązał we wrześniu 2013 wobec dużej konkurencji w składzie (na tej pozycji byli też Mateusz Jachlewski i Manuel Štrlek).
We wrześniu 2013 został graczem Górnika Zabrze. W sezonie 2013/2014 wystąpił w 30 meczach i zdobył 148 bramek, w sezonie 2014/2015 rozegrał 26 spotkań i rzucił 143 bramki, w sezonie 2015/2016 wystąpił w 27 meczach i zdobył 153 gole (3. miejsce w klasyfikacji najlepszych strzelców Superligi), w sezonie 2016/2017 rozegrał 34 spotkania i rzucił 152 bramki, zaś w sezonie 2017/2018 wystąpił w 30 meczach i zdobył 158 goli (otrzymał też nominację do nagrody dla najlepszego skrzydłowego rozgrywek). 17 maja 2014 w wygranym meczu z Azotami-Puławy (34:33) zdobył swojego tysięcznego gola w najwyższej polskiej klasie rozgrywkowej. W barwach Górnika występował także w Challenge Cup (rzucił 18 bramek w sezonie 2013/2014) i rundach eliminacyjnych do Pucharu EHF. W sezonie 2021/20222 występował w Energa MKS Kalisz a od początku sezonu 2022/2023 powrócił do Ostrovii Ostrów Wielkopolski
W reprezentacji Polski zadebiutował 20 grudnia 2007 w wygranym spotkaniu towarzyskim z Węgrami (33:27), w którym rzucił jedną bramkę. W 2011 uczestniczył w mistrzostwach świata w Szwecji, podczas których rozegrał dziewięć meczów i zdobył osiem goli (skuteczność: 53%). Dnia 23.03.2022 zatrzymany przez policję na polecenie Prokuratury Okręgowej w Ostrowie Wielkopolskim.

## Sukcesy
Zagłębie Lubin
- Mistrzostwo Polski: 2006/2007

Vive Kielce
- Mistrzostwo Polski: 2011/2012, 2012/2013
- Puchar Polski: 2011/2012, 2012/2013
- 3. miejsce w Lidze Mistrzów: 2012/2013

Indywidualne
- 3. miejsce w klasyfikacji najlepszych strzelców Superligi: 2015/2016 (153 bramki; Górnik Zabrze)[3]
- Gracz Miesiąca Superligi – wrzesień 2017[10]